# Walshville (Illinois)
Walshville – wieś w Stanach Zjednoczonych, w stanie Illinois, w hrabstwie Montgomery.